# Torri Mulieris
Le Torri Mulieris (in spagnolo Torres Mulieris) sono un complesso di due grattacieli di Buenos Aires in Argentina.

## Storia
Le due torri, progettate dallo studio di architettura Manteola, Sánchez Gómez, Santos, Solsona y Sallaberry, sono state edificate dallo sviluppatore immobiliare Creaurban. I lavori di costruzione, iniziati nel 2006, sono stati ultimati nel 2009.

## Descrizione
Le torri sorgono nel quartiere di Puerto Madero e presentano un'altezza di 161 metri per 45 piani.